# Scheloribates nigeriocompressus
Scheloribates nigeriocompressus är en kvalsterart som beskrevs av Badejo, Woas och Beck 2002. Scheloribates nigeriocompressus ingår i släktet Scheloribates och familjen Scheloribatidae. Inga underarter finns listade i Catalogue of Life.